# Rajarhat Gopalpur
Rajarhat Gopalpur é uma cidade e um município no distrito de North Twentyfour Parganas, no estado indiano de Bengala Ocidental.

## Demografia
Segundo o censo de 2001, Rajarhat Gopalpur tinha uma população de 271 781 habitantes. Os indivíduos do sexo masculino constituem 52% da população e os do sexo feminino 48%. Rajarhat Gopalpur tem uma taxa de literacia de 76%, superior à média nacional de 59,5%: a literacia no sexo masculino é de 81% e no sexo feminino é de 72%. Em Rajarhat Gopalpur, 10% da população está abaixo dos 6 anos de idade.